# Équipe cycliste Colnago CM
L'équipe cycliste Colnago CM est une équipe cycliste colombienne, créée en 2020 et ayant le statut d'équipe continentale en 2021, date de sa dernière saison.

## Colnago CM Team en 2021[1]
| Cycliste                      | Date de naissance | Nationalité | Équipe 2020                             |  |
| ----------------------------- | ----------------- | ----------- | --------------------------------------- |  |
| Brayan Yesid Borda            | 1er août 1999     | Colombie    |                                         |  |
| Eli Saul Burgos               | 15 mars 1998      | Colombie    |                                         |  |
| Jaime Chacon Carreno          | 10 août 2001      | Colombie    |                                         |  |
| Oscar Dubian Galvis Atehortua | 21 juin 2000      | Colombie    | EPM-Scott                               |  |
| David Santiago Gómez          | 22 janvier 1999   | Colombie    | Equipo Continental Orgullo Paisa        |  |
| Juan Esteban Guerrero         | 10 juin 1999      | Colombie    |                                         |  |
| Javier Ernesto Jamaica        | 2 mars 1996       | Colombie    |                                         |  |
| Juan Esteban Martinez         | 7 juin 1999       | Colombie    |                                         |  |
| Johan Moreno                  | 1er avril 1998    | Colombie    | Coldeportes Bicicletas Strongman (2019) |  |
| Victor Ocampo                 | 19 juin 1999      | Colombie    | Coldeportes Bicicletas Strongman (2019) |  |
| Carlos Andres Ospina          | 4 mai 2001        | Colombie    |                                         |  |
| Rafael Pineda                 | 22 avril 1999     | Colombie    |                                         |  |
| Juan Pablo Restrepo Herrera   | 2 avril 2000      | Colombie    | Equipo Continental Orgullo Paisa (2019) |  |